# Alpha Ethniki 1974-1975
L'Alpha Ethniki 1974-1975 fu la 39ª edizione della massima serie del campionato di calcio greco, conclusa con la vittoria dell'Olympiacos, al suo ventesimo titolo e quarto consecutivo.
Capocannoniere del torneo furono Antōnīs Antōniadīs (Panathīnaïkos) e Roberto Calcadera (Ethnikos Pireo), con 20 reti.

## Formula
Le squadre partecipanti furono 18 e disputarono un girone di andata e ritorno per un totale di 34 partite.
In previsione di una riduzione del numero di club, con la fine della dittatura e della partecipazione politica cipriota, le squadre retrocesse furono cinque.
Il punteggio prevedeva due punti per la vittoria, uno per il pareggio e nessuno per la sconfitta.
Le squadre ammesse alle coppe europee furono quattro: i campioni alla Coppa dei Campioni 1975-1976, la vincitrice della coppa nazionale alla Coppa delle Coppe 1975-1976 e seconda e terza classificata alla Coppa UEFA 1975-1976.

## Squadre partecipanti
| Squadra          | Città      | Stadio | Stagione 1973-1974 |
| ---------------- | ---------- | ------ | ------------------ |
| AEK Atene        | Atene      |        | 5°                 |
| Arīs Salonicco   | Salonicco  |        | 3°                 |
| Atromītos        | Peristeri  |        | Beta Ethniki       |
| Egaleo           | Egaleo     |        | 11°                |
| Ethnikos Pireo   | Il Pireo   |        | 10°                |
| Īraklīs          | Salonicco  |        | 7°                 |
| Kalamata         | Calamata   |        | Beta Ethniki       |
| Kastoria         | Kastoria   |        | Beta Ethniki       |
| Kavala           | Kavala     |        | 12°                |
| Larissa          | Larissa    |        | 9°                 |
| Olympiacos       | Il Pireo   |        | Campione di Grecia |
| Olympiakos Volos | Volos      |        | 15°                |
| Panachaïkī       | Patrasso   |        | 6°                 |
| Panathīnaïkos    | Atene      |        | 2°                 |
| Paniōnios        | Nea Smyrnī |        | 8°                 |
| Panserraïkos     | Serres     |        | 14°                |
| PAOK             | Salonicco  |        | 4°                 |
| PAS Giannina     | Giannina   |        | Beta Ethniki       |

## Classifica finale
|                   | Pos. | Squadra          | Pt | G  | V  | N  | P  | GF | GS | DR  |
| ----------------- | ---- | ---------------- | -- | -- | -- | -- | -- | -- | -- | --- |
| Grecia (bandiera) | 1.   | Olympiacos       | 57 | 34 | 24 | 9  | 1  | 65 | 21 | +44 |
|                   | 2.   | AEK Atene        | 55 | 34 | 23 | 9  | 2  | 73 | 20 | +53 |
|                   | 3.   | PAOK             | 46 | 34 | 19 | 8  | 7  | 73 | 28 | +45 |
|                   | 4.   | Ethnikos Pireo   | 45 | 34 | 17 | 11 | 6  | 48 | 28 | +20 |
|                   | 5.   | Panathīnaïkos    | 40 | 34 | 14 | 12 | 8  | 62 | 41 | +21 |
|                   | 6.   | Arīs Salonicco   | 39 | 34 | 15 | 9  | 10 | 47 | 38 | +9  |
|                   | 7.   | Panachaïkī       | 33 | 34 | 11 | 11 | 12 | 41 | 39 | +2  |
|                   | 8.   | Īraklīs          | 32 | 34 | 11 | 10 | 13 | 40 | 40 | 0   |
|                   | 9.   | PAS Giannina     | 32 | 34 | 13 | 6  | 15 | 38 | 43 | -5  |
|                   | 10.  | Paniōnios        | 30 | 34 | 10 | 10 | 14 | 37 | 45 | -8  |
|                   | 11.  | Kastoria         | 30 | 34 | 10 | 10 | 14 | 40 | 64 | -24 |
|                   | 12.  | Panserraïkos     | 29 | 34 | 7  | 15 | 12 | 23 | 36 | -13 |
|                   | 13.  | Atromītos        | 28 | 34 | 8  | 12 | 14 | 24 | 46 | -22 |
|                   | 14.  | Olympiakos Volos | 27 | 34 | 12 | 3  | 19 | 36 | 56 | -20 |
|                   | 15.  | Egaleo           | 25 | 34 | 11 | 3  | 20 | 34 | 53 | -19 |
|                   | 16.  | Kavala           | 24 | 34 | 10 | 4  | 20 | 38 | 49 | -11 |
|                   | 17.  | Kalamata         | 23 | 34 | 8  | 7  | 19 | 23 | 60 | -37 |
|                   | 18.  | Larissa          | 17 | 34 | 5  | 7  | 22 | 24 | 59 | -35 |

Legenda:

      Campione di Grecia
      Ammesso alla Coppa UEFA
      Ammesso alla Coppa delle Coppe
      Retrocesso in Beta Ethniki
Note:

Due punti a vittoria, uno a pareggio, zero a sconfitta.

### Verdetti
- Olympiacos campione di Grecia 1974-75 e qualificato alla Coppa dei Campioni
- AEK Atene e PAOK Salonicco qualificati alla Coppa UEFA
- Panathinaïkos qualificato alla Coppa delle Coppe
- Olympiakos Volos, Egaleo, Kavala, Kalamata e Larissa retrocesse in Beta Ethniki.